# قتل آتنا اصلانی

تصویر آتنا اصلانی دختر بچه به قتل رسیده

آتنا اصلانی دختر شش‌سالهٔ ایرانی اهل پارس‌آباد بود که در ۲۸ خرداد ۱۳۹۶، توسط اسماعیل رنگرز به قتل رسید.اسماعیل رنگرز در ۲۹ شهریور ۱۳۹۶ در ملا عام اعدام شد

## شرح ماجرا
آتنا توسط فردی به نام اسماعیل جعفرزاده معروف به اسماعیل رنگرز کشته شده‌است. دادستان وقت شهرستان پارس‌آباد سیدعبدالله طباطبایی گفت: «آتنا زمان‌هایی که کنار بساط دست فروشی پدرش بود، برای استفاده از دستشویی یا خوردن آب به مغازه رنگرزی که در نزدیکی بساط پدرش بود، می‌رفت. صاحب مغازه مردی ۴۰ ساله بود که آتنا و پدرش را از مدت‌ها قبل می‌شناخت و برای او نقشه کشیده بود.» همچنین، به گفتهٔ دادستان وقت اردبیل، عتباتی، انگیزه او از این کار اذیت و آزار جنسی بوده‌است.
با بررسی دوربین‌های مداربسته مشخص شد که آتنا در محدوده مغازه قاتل ناپدید شده‌است، اما لحظه ورود او در هیچ دوربینی به ثبت نرسیده بود. در این زمان اسماعیل به عنوان مظنون دستگیر و جهت بازجویی روانه زندان شد. منزل او مورد بازرسی قرار گرفت اما پلیس از وجود پارکینگی که قاتل در مکانی نزدیک در اختیار داشت باخبر نبود. به گفته برادر قاتل، او از زندان با همسرش تماس گرفت و خواست که نسبت به امحا مواد مخدر نگهداری شده در پارکینگ اقدام نماید. همسر اسماعیل رنگرز پس از پیدا کردن بشکه‌ای که جسد در آن قرار داشته و بوی تعفن می‌داده، برادر قاتل را در جریان قرار می‌دهد و او نیز جسد را از درون بشکه کشف می‌کند و به پلیس خبر می‌دهد.
اسماعیل رنگرز در اعترافات خود گفت: «دو سه روزی بود که با دیدن آتنا و طلاهایش وسوسه شده بودم. روز حادثه به مغازه‌ام آمد که آب بخورد و چون کسی آنجا نبود، به طرفش رفتم. خواستم نقشه‌ام را اجرا کنم، اما او شروع کرد به فریاد زدن. برای همین دستم را روی دهانش گذاشتم و وقتی به‌خودم آمدم که دیگر نفس نمی‌کشید. ترسیده بودم و جسدش را داخل ساکی گذاشتم و آن را به پارکینگ بردم و در بشکهٔ پلاستیکی مخفی کردم تا سر فرصت در محلی خلوت رها کنم؛ اما چند روز بعد به‌عنوان مظنون دستگیر شدم و رازم فاش شد.»

## پیشینه قاتل
اسماعیل جعفرزاده معروف به اسماعیل رنگرز پیش از دستگیری به خاطر این قتل یک بار سابقه دستگیری به علت منازعه را داشته‌است. وی ۱۵ سال قبل دختر خردسالی را به خانه پدری‌اش می‌کشاند اما دختر بچه فریاد کشیده و از دست او می‌گریزد. بعد از آن پدر دختر به منزل او مراجعه کرده و با او درگیر می‌شود و به خاطر همین درگیری پرونده‌ای در کلانتری تشکیل می‌شود، اما خانواده دختر به خاطر آنچه حفظ آبرو نامیده‌اند از شکایت خودداری می‌کنند. همسر نخست اسماعیل در پی این ماجرا از او جدا شد. همچنین یک سال قبل از قتل آتنا او اقدام به سرقت از مغازه میوه فروشی همسایه‌اش نموده بود که تصاویر آن در دوربین‌های مدار بسته ثبت و در فضای مجازی منتشر شد.

## مراسم خاکسپاری
آتنا در ۲۱ تیر ۱۳۹۶، با حضور جمعیتی انبوه در پارس‌آباد مغان به خاک سپرده شد. برای آتنا یک سنگ قبر با تصویر حکاکی شده تدارک دیده شده‌است.

## واکنش‌ها
قتل آتنا واکنش‌های بسیاری در پی داشت. حسن روحانی رئیس‌جمهور وقت و علی لاریجانی، رئیس وقت مجلس شورای اسلامی ایران خواستار رسیدگی فوری به پروندهٔ قتل آتنا شدند. صادق لاریجانی رئیس قوه قضاییه دستور رسیدگی خارج از نوبت پرونده را صادر کرد. علی دایی، و پرویز پرستویی از جمله چهره‌های مختلف ورزشی، هنری و سیاسی بودند که به قتل آتنا واکنش نشان دادند.

## مجازات قاتل
در صبحگاه ۲۹ شهریور ۱۳۹۶ اسماعیل رنگرز، قاتل آتنا اصلانی، در ملأ عام اعدام شد.

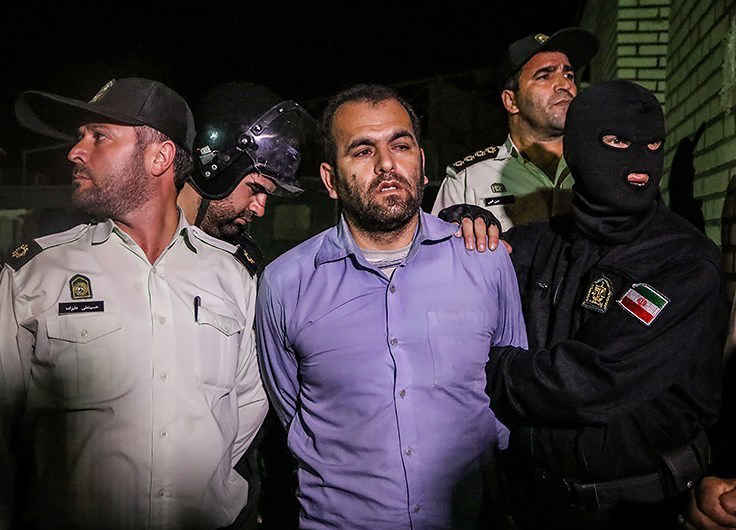
لحظه مجازات قاتل آتنا اصلانی